# Nemrut (núi)
Nemrut hoặc Nemrud (tiếng Thổ Nhĩ Kỳ: Nemrut Dağı; tiếng Kurd: Çiyayê Nemrûdê; tiếng Armenia: Նեմրութ լեռ) là một ngọn núi cao 2.134 mét-high (7.001 ft) nằm ở đông nam Thổ Nhĩ Kỳ. Gần đỉnh núi là một khu vực rất đáng chú ý với những bức tượng lớn hình người, thú vật được cho là của một ngôi mộ hoàng gia có từ thế kỷ thứ 1 TCN. Nó là một trong những đỉnh núi cao nhất ở phía đông Dãy núi Taurus. Năm 1987, ngọn núi đã được UNESCO công nhận là Di sản thế giới. Đây là một địa điểm thu hút khách du lịch ghé thăm trong suốt từ tháng 4 đến tháng 10.

## Vị trí và mô tả

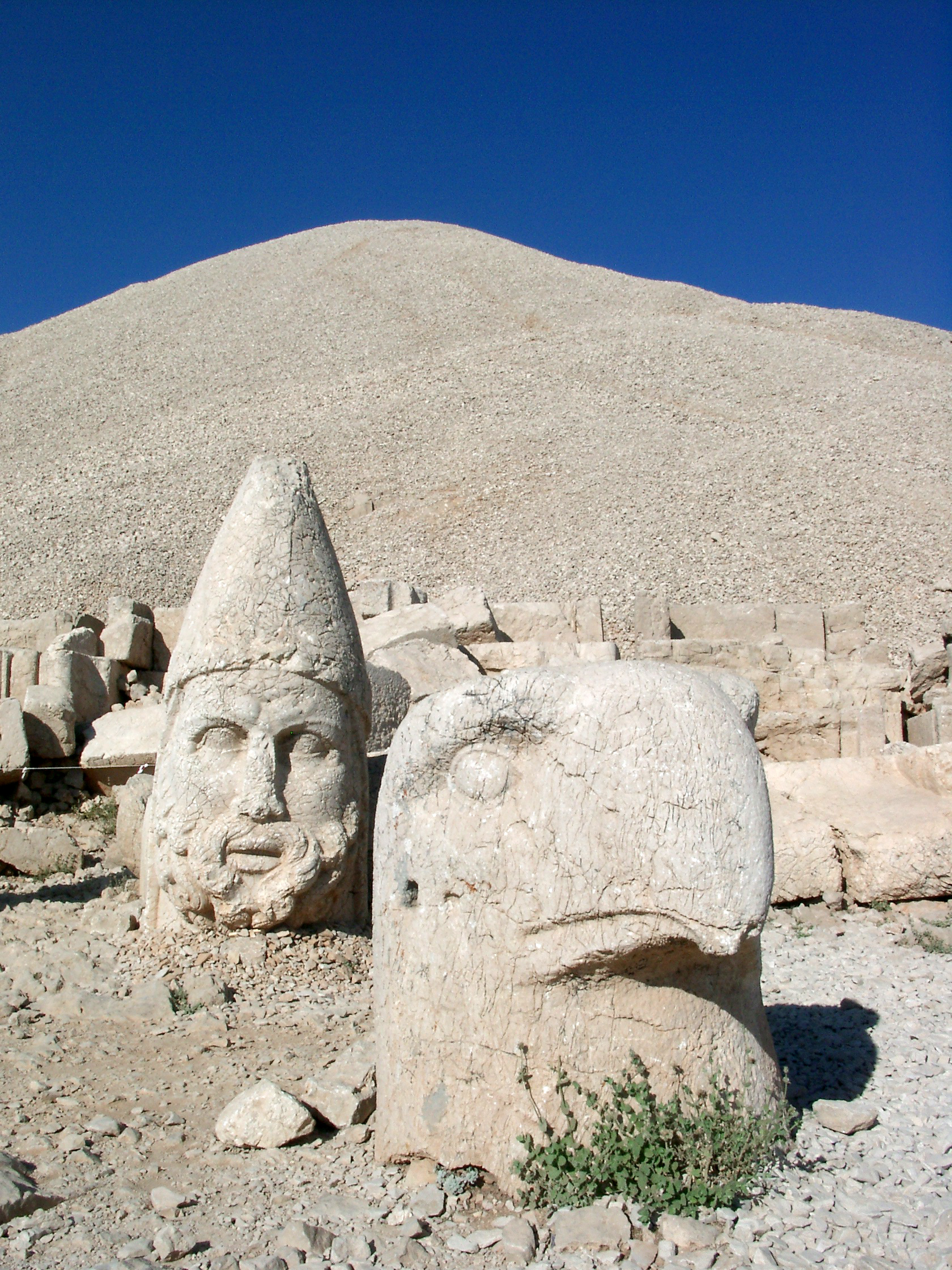
Một số các bức tượng gần đỉnh núi Nemrut

Ngọn núi này nằm cách 40 km (25 mi) về phía bắc của Kahta, gần Adıyaman. Năm 62 TCN, vua Antiochos I Theos của Commagene đã cho xây dựng một thánh địa-lăng mộ trên đỉnh núi, bên cạnh lối vào là những bức tượng khổng lồ cao từ 8–9 mét  high (26–30 ft) gồm hai con sư tử, hai đại bàng trong thần thoại Hy Lạp, Armenia, cùng các vị thần của Hy Lạp và Iran như Heracles-Artagnes-Ares, Zeus-Oromasdes, và Apollo-Mithras-Helios-Hermes. Những bức tượng trước đây từng nguyên vẹn với việc khắc tên các vị thần lên đó để tỏ lòng tôn kính nhưng hiện nay trong tình trạng không có đầu, hay chỉ còn đầu và bị hư hại nằm rải rác khắp khu vực khảo cổ. Cùng với đó, là một lăng mộ có đường kính 152 m (499 ft) và cao 49 m (161 ft), người ta tìm thấy trong lăng mộ các tượng có khuôn mặt theo phong cách Hy Lạp nhưng tóc và trang phục lại theo phong cách của người Ba Tư.
Các sân trên đỉnh lăng mộ ở phía Tây có một phiến đá lớn và một con sư tử, cho thấy sự sắp xếp của các ngôi sao và các hành tinh như Sao Mộc, Sao Thủy và Sao Hỏa vào ngày mùng 7 tháng 7 năm 62 TCN. Điều này có thể là thời gian xây dựng lăng mộ là vào năm 62 TCN. Đây có thể là một dấu hiệu cho thấy việc xây dựng bắt đầu khi nào. Phần phía đông được bảo quản rất tốt, gồm nhiều lớp đá, và một con đường chạy sát chân núi là bằng chứng của một hành lang có bức tường bảo vệ với các bậc thang lên lăng mộ ở phía đông và tây. Lăng mộ mang tính chất thiên văn học và tôn giáo cùng nét kiến trúc đặc sắc thời kỳ cổ đại.
Việc sắp xếp các bức tượng như vậy được biết đến bằng thuật ngữ chữ tượng hình. Sự sắp xếp tương tự đã được tìm thấy tại Arsameia gần Nymphaios trong phần lăng mộ của Mithridates I Kallinikos, cha đẻ của Antiochus.

## Lịch sử
Di chỉ khảo cổ được khai quật vào năm 1881 bởi Charles Sester, một kỹ sư người Đức. Những gì khai quật được là ác bức tượng, tất cả trong tình trạng mất đầu, cùng với khu lăng mộ an táng của Antiochus nhưng không thấy mộ của ông.
Trở lại lịch sử trong quá khứ của nơi đây. Khi đế chế Seleucid bị đánh bại bởi những người La Mã vào năm 189 TCN tại lâu đài ở Magnesia, vương quốc mới được thành lập trên lãnh thổ do chính quyền địa phương Commagene chiếm một vùng đất ở giữa hai dãy núi Taurus và Euphrates. Chính quyền của Commagene do vua Antiochus I trị vì từ năm 62 - 38 đã thực hiện chính sách tôn giáo đặc biệt, trong đó các vị thần được tôn kính không chỉ có Hy Lạp và Ba Tư. Đây có thể là việc nhằm thống nhất các dân tộc trên một vương quốc đa sắc tộc nhằm đảm bảo sự vững mạnh của vương quốc.
Núi Nemrut trở thành một địa điểm cho những người dân sùng bái tôn giáo. Khu vực quan trọng nhất là ngôi mộ của Antiochus I, trong đó được trang trí bằng những bức tượng khổng lồ được làm bằng đá vôi. Mặc dù sự sùng bái không kéo dài lâu sau khi Antiochus qua đời. Hầu hết thời gian trong năm, Núi Nemrut bị bao phủ bởi tuyết, một phần khiến những bức tượng thành đống đổ nát.

## Hình ảnh

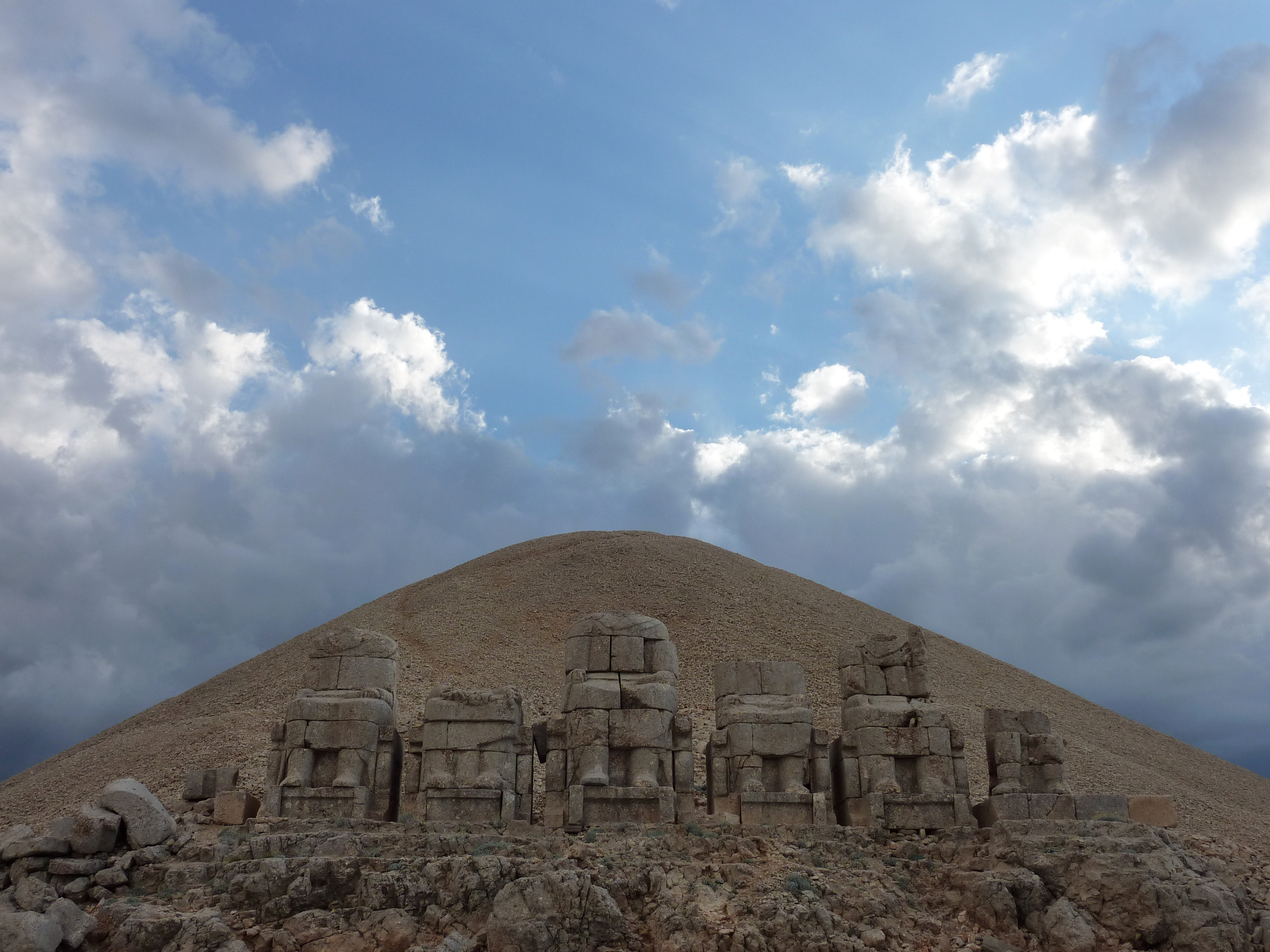
Núi Nemrut
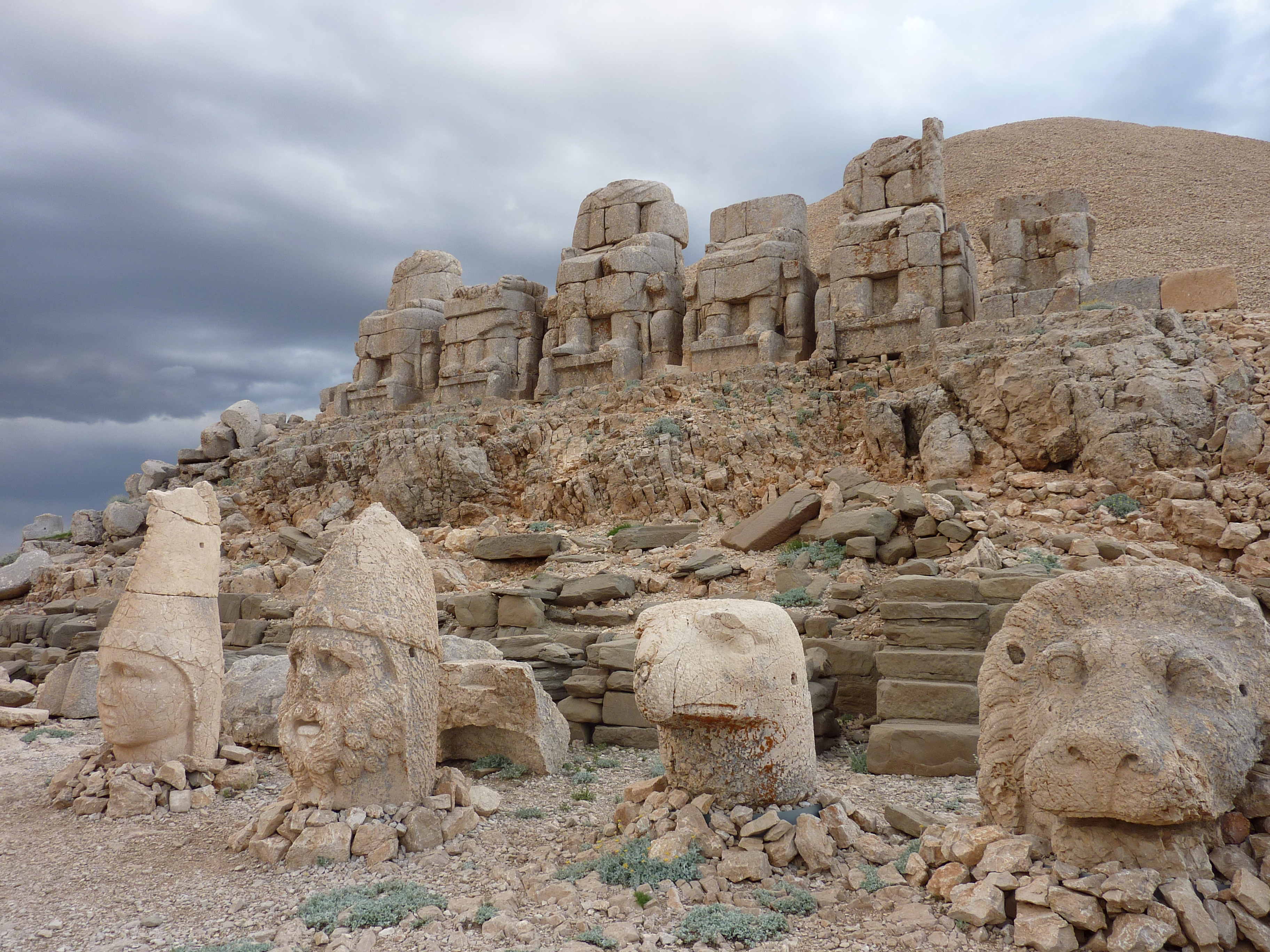
Sân thượng phía đông
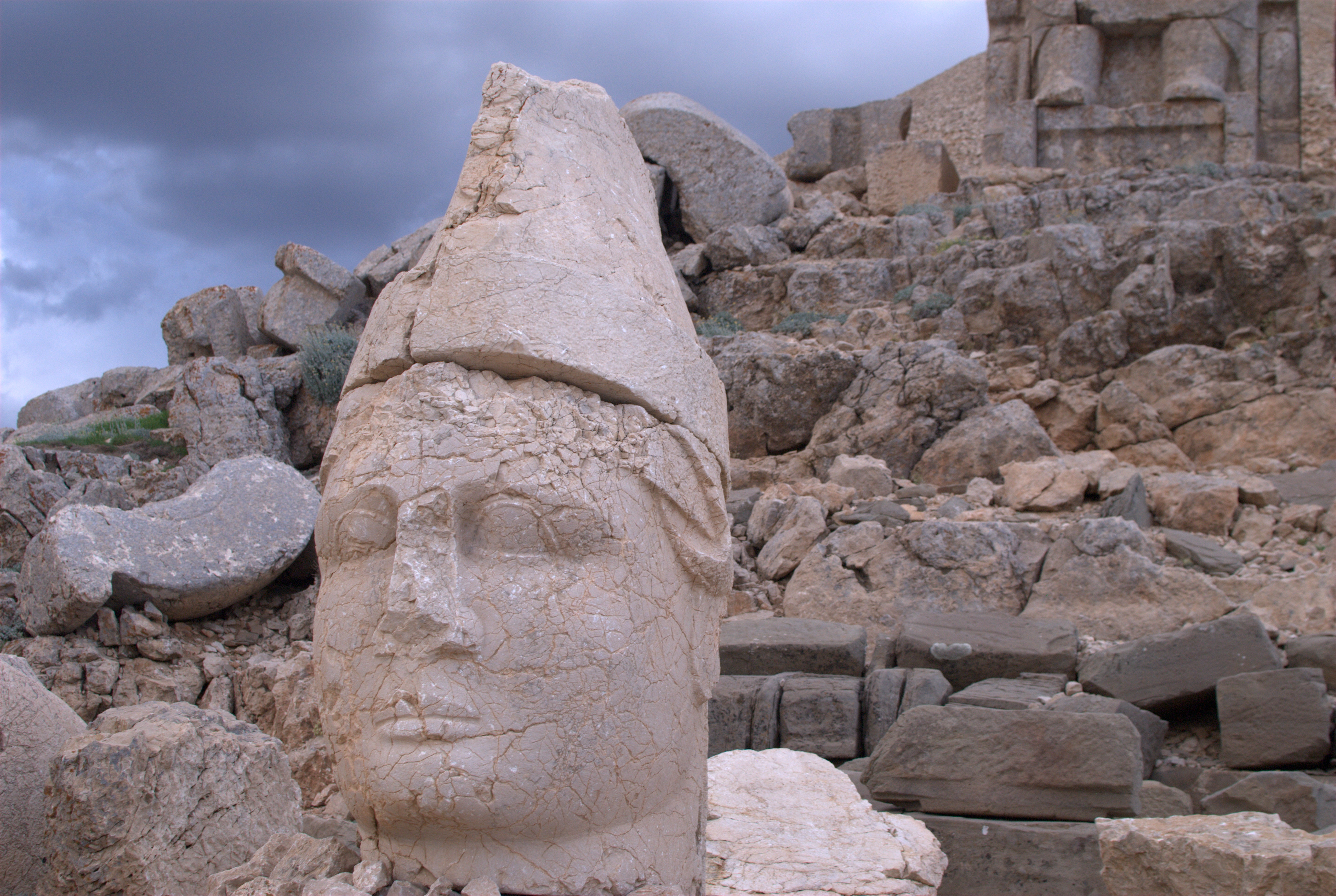
Núi Nemrut
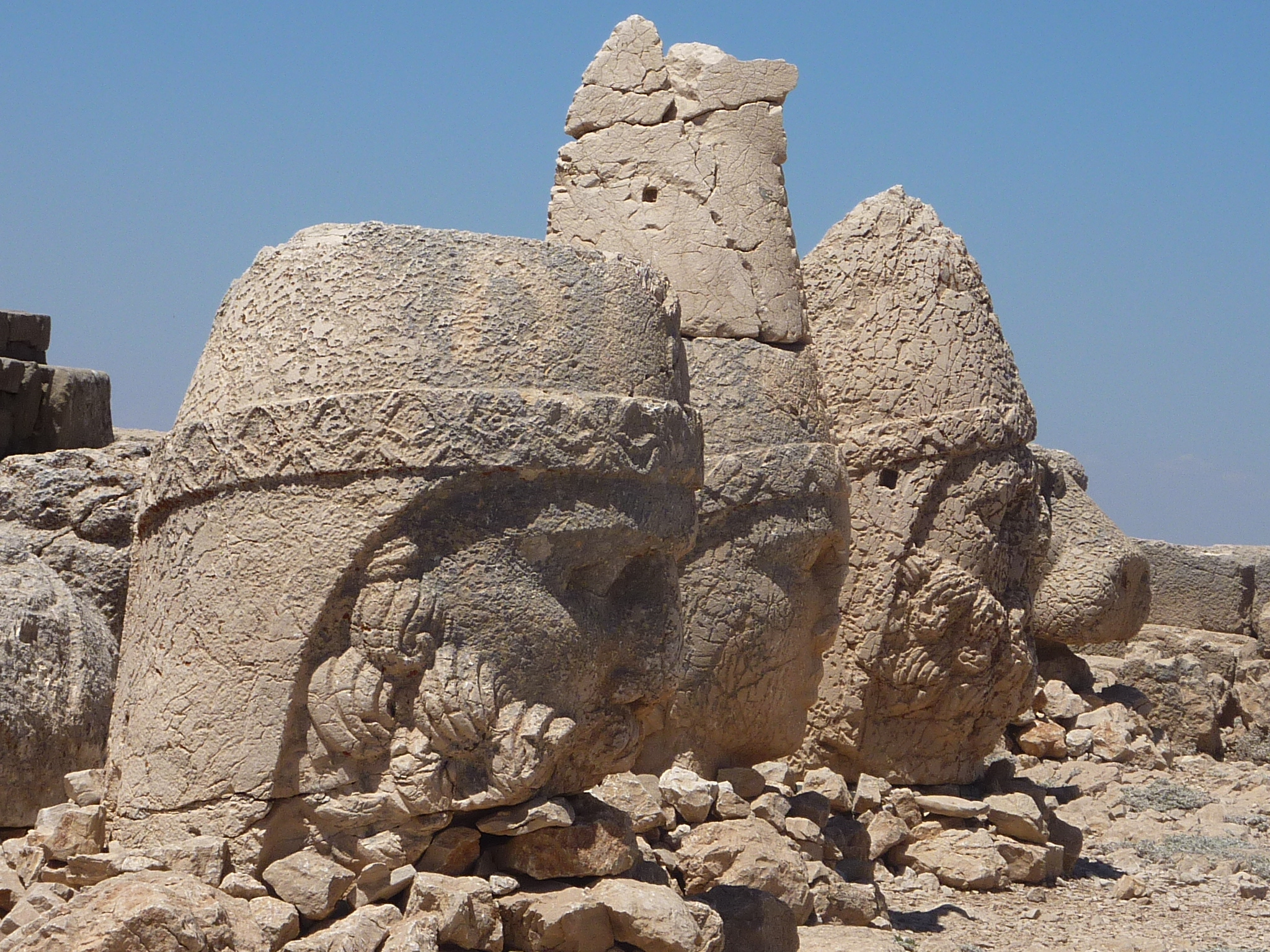
Đầu của tượng
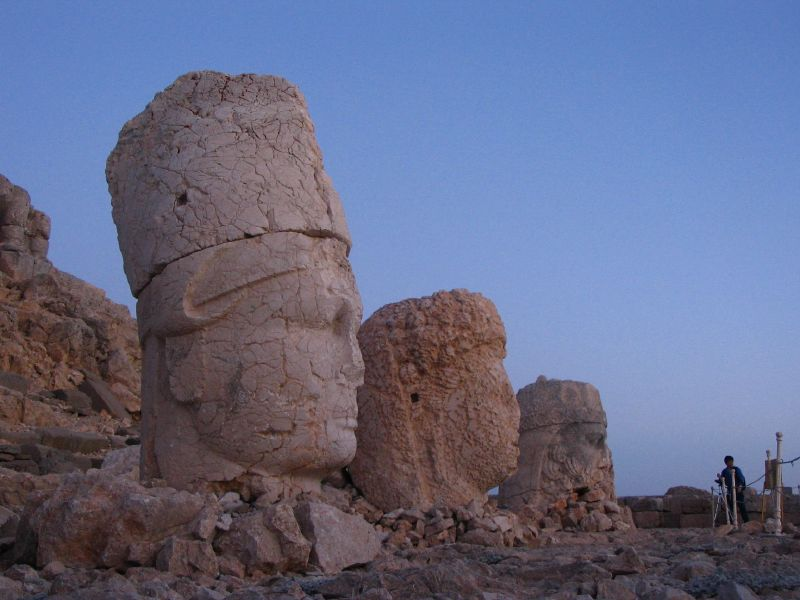
Đầu của tượng
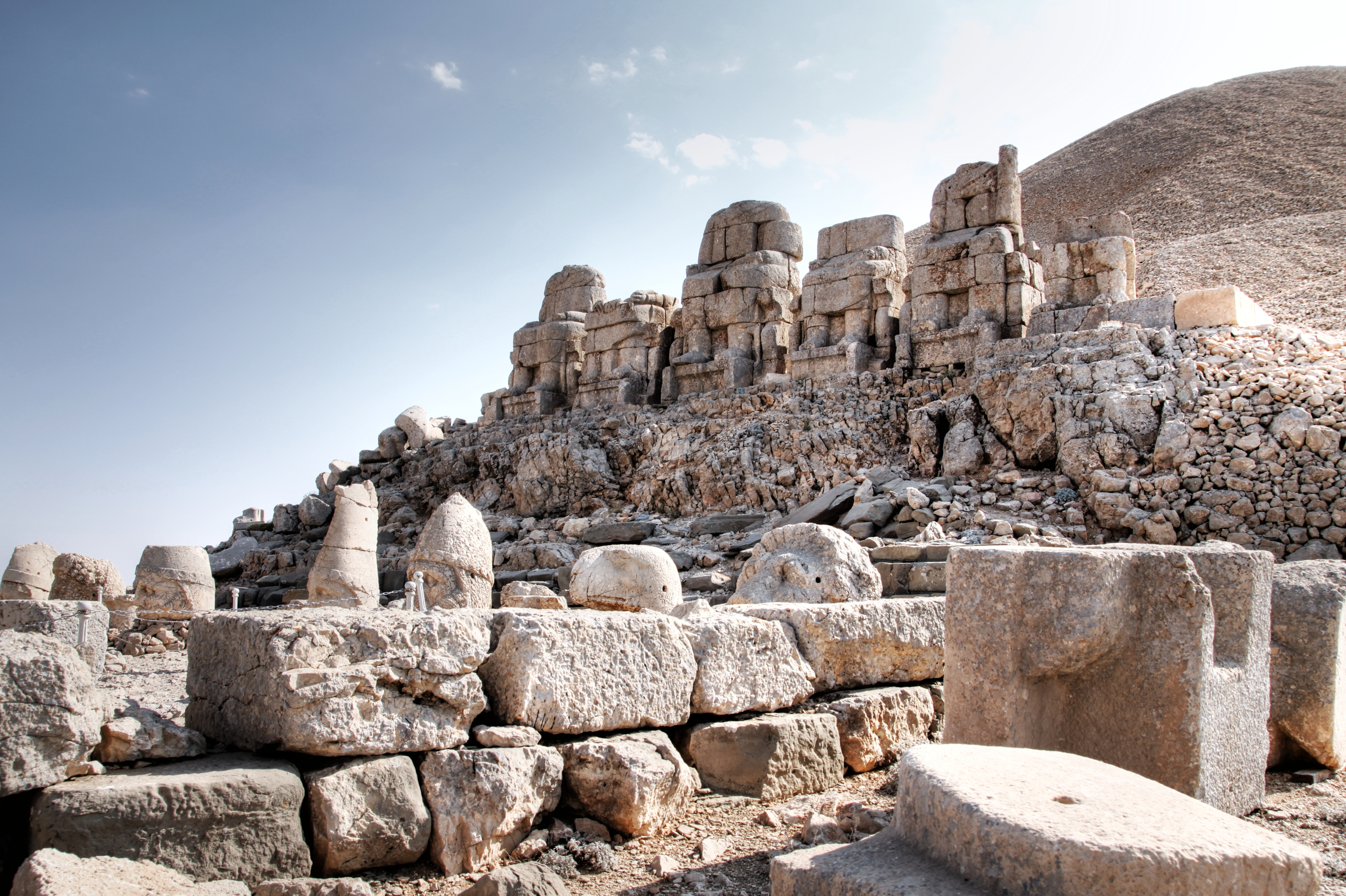
Sân thượng phía đông
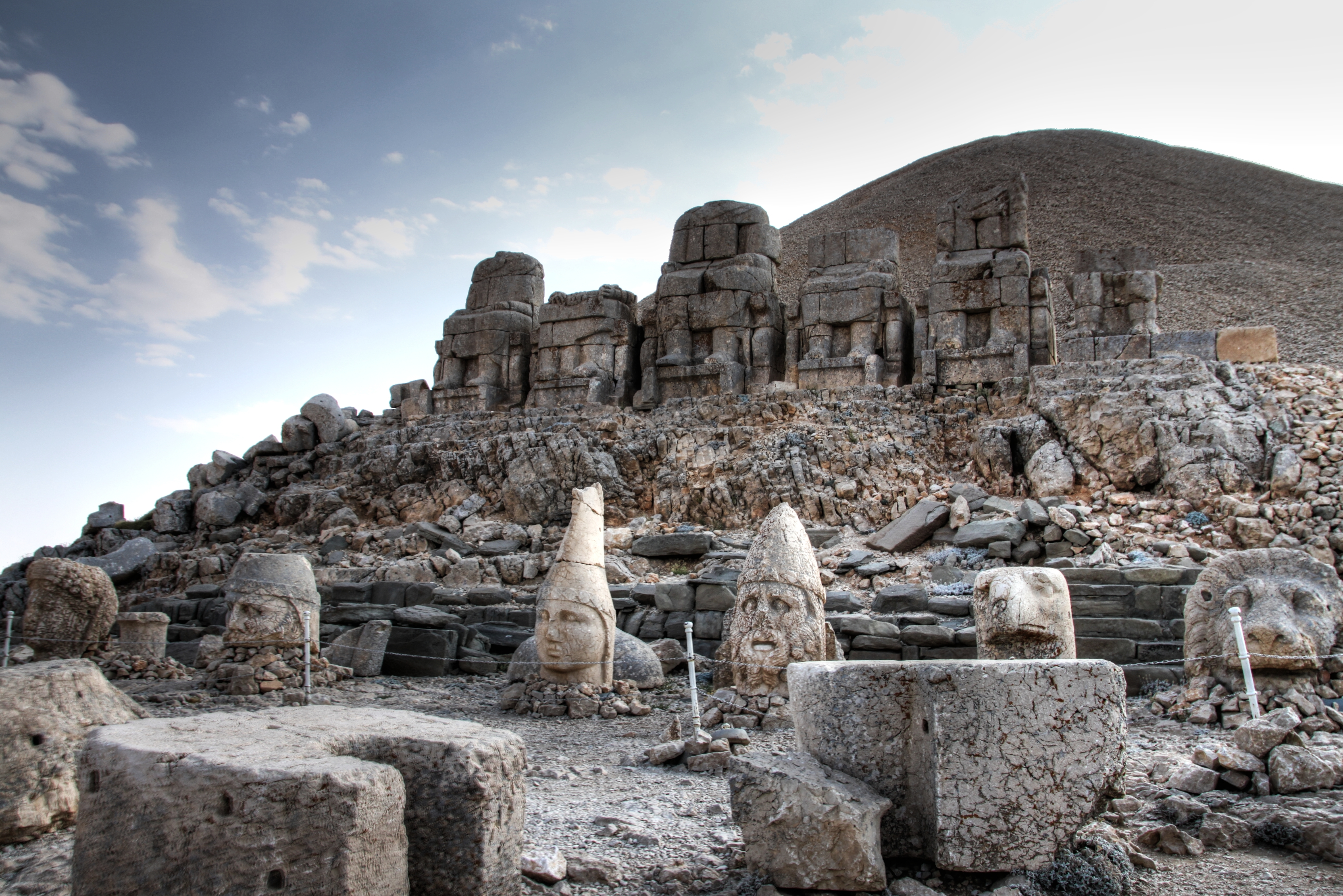
Sân thượng phía đông
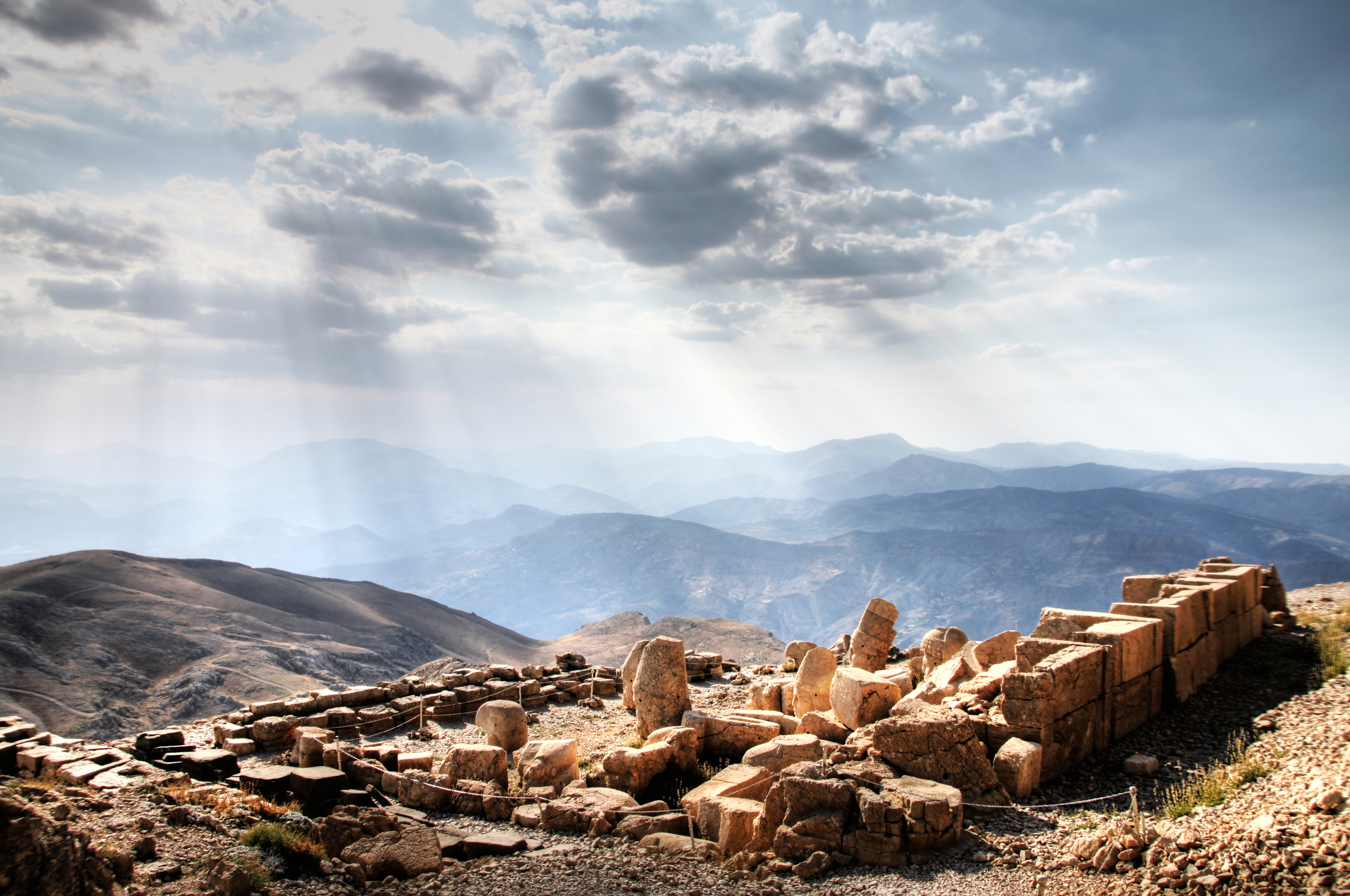
Sân thượng phía tây
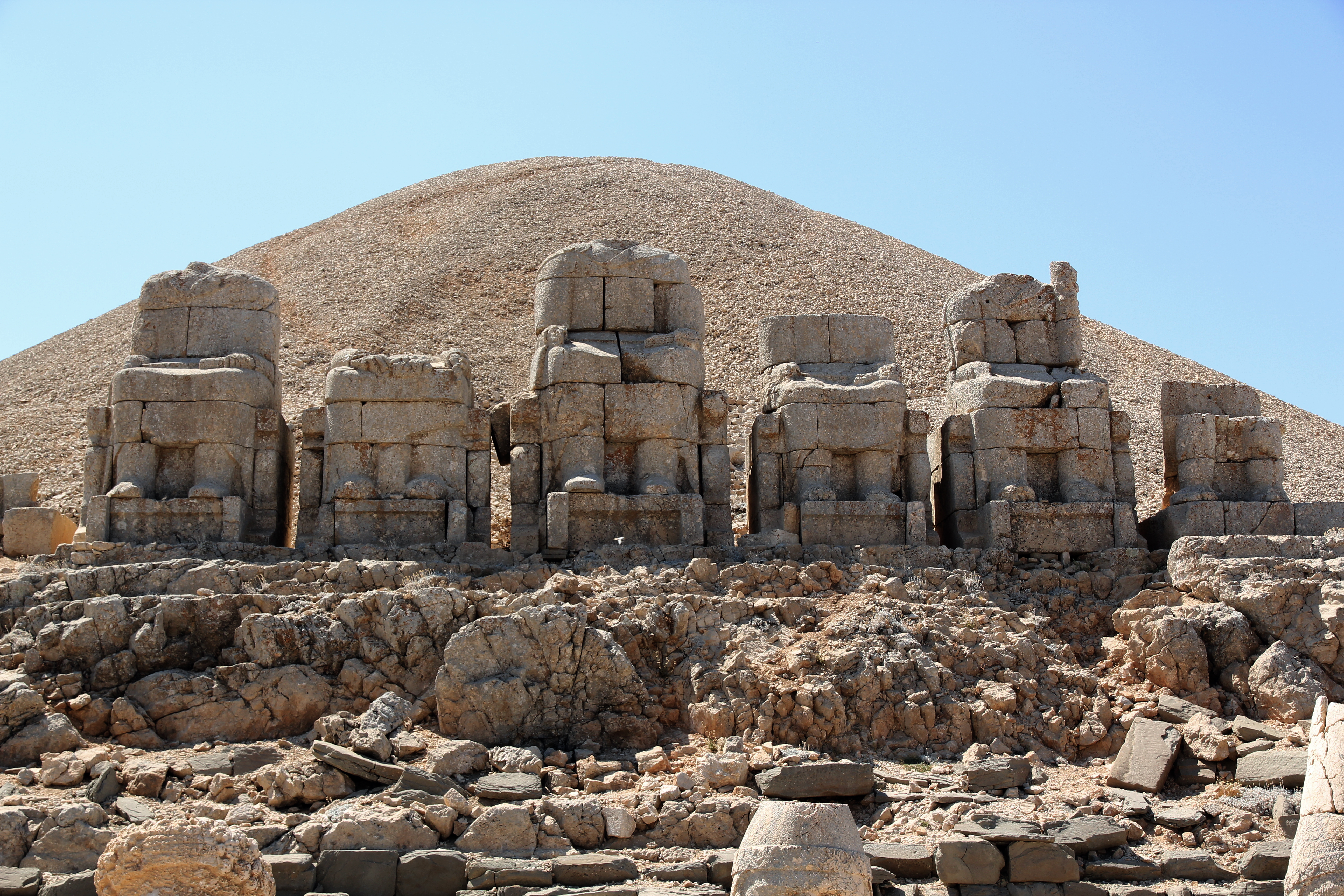
Sân thượng phía đông: Ngai vàng
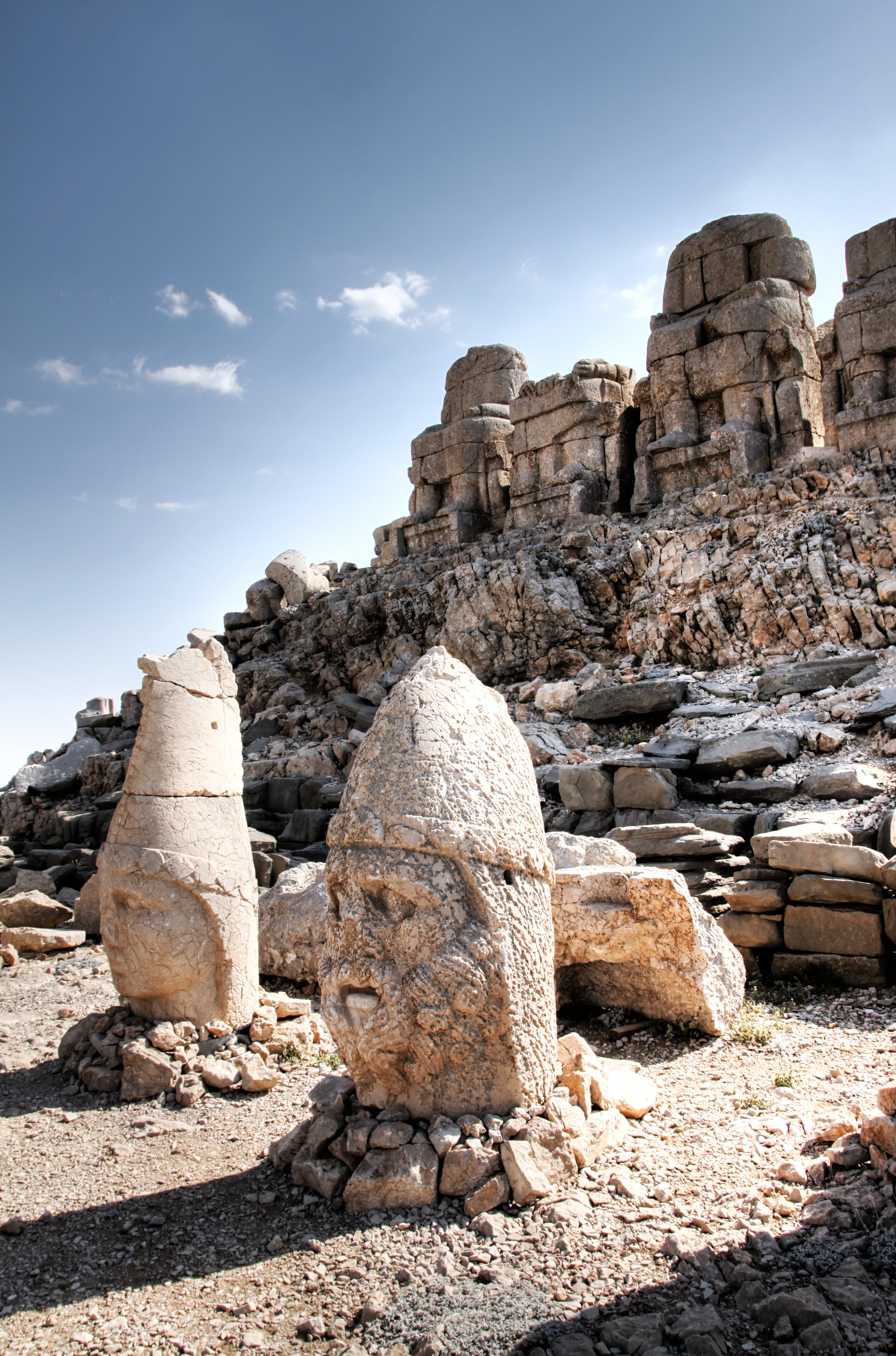
Sân thượng phía đông: Đầu của Antiochus I Theos và Heracles Artagnes Ares
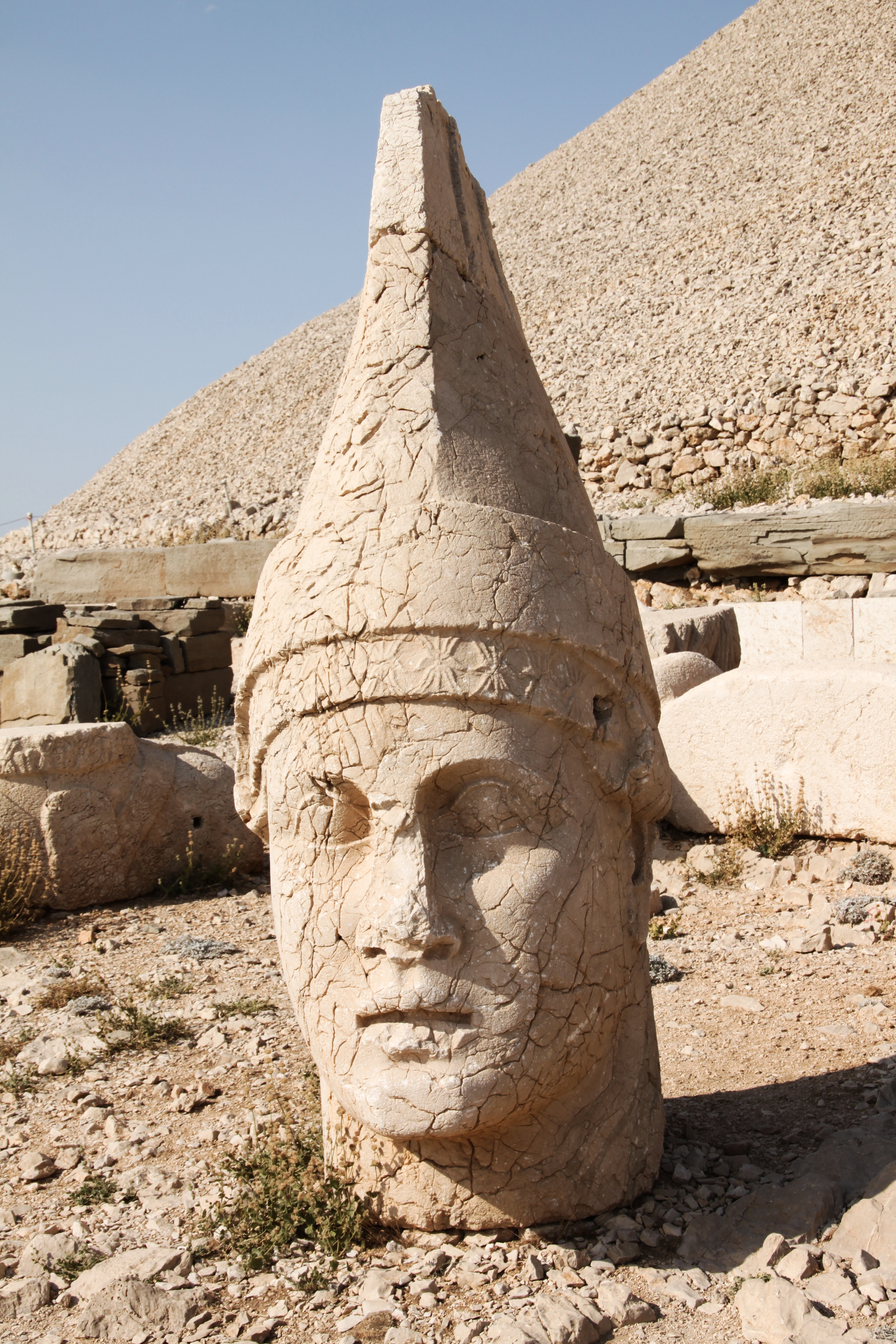
Sân thượng phía tây: Đầu của Apollo/Mithra/Helios/Hermes
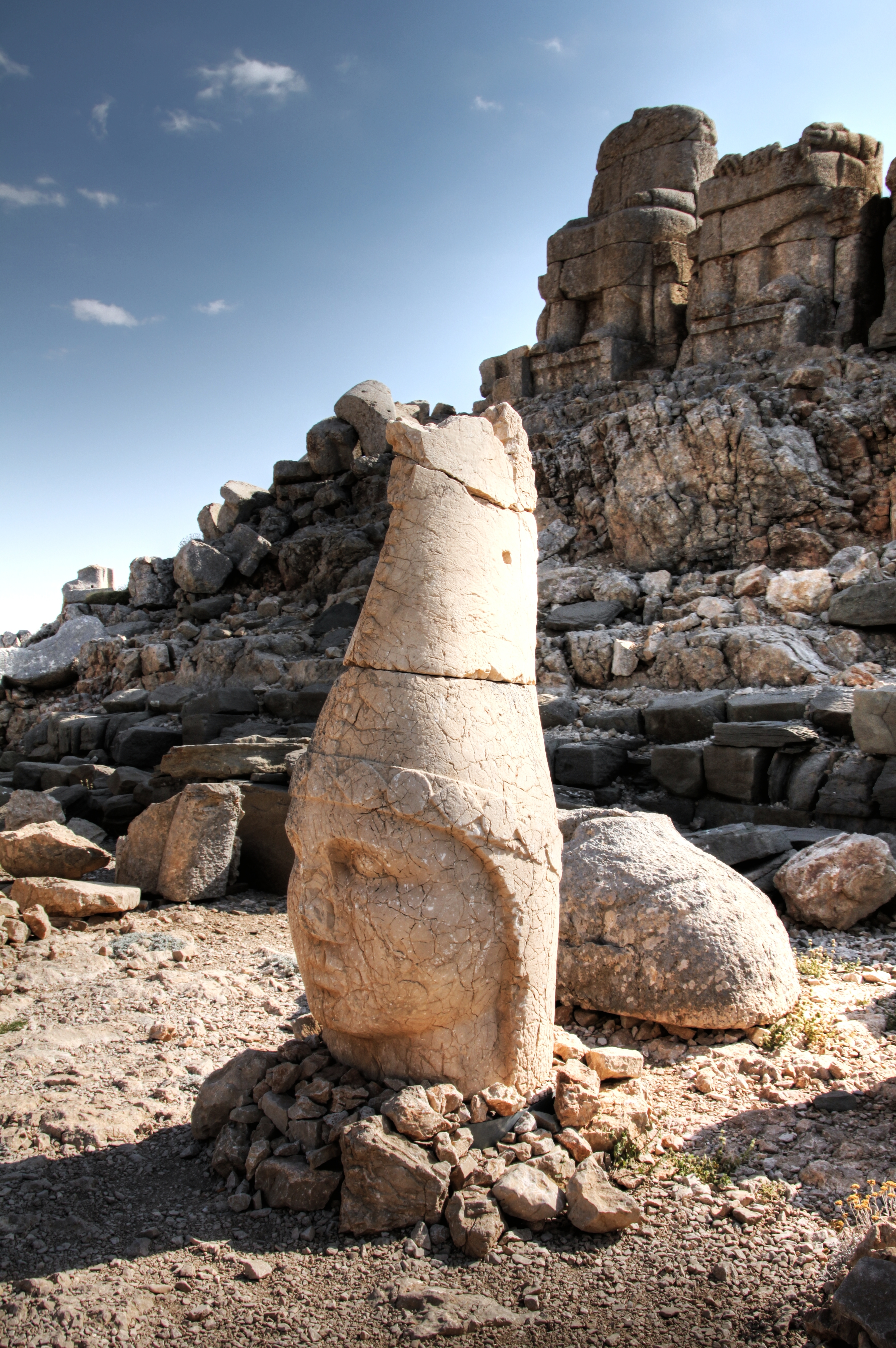
Sân thượng phía đông: Đầu của Apollon
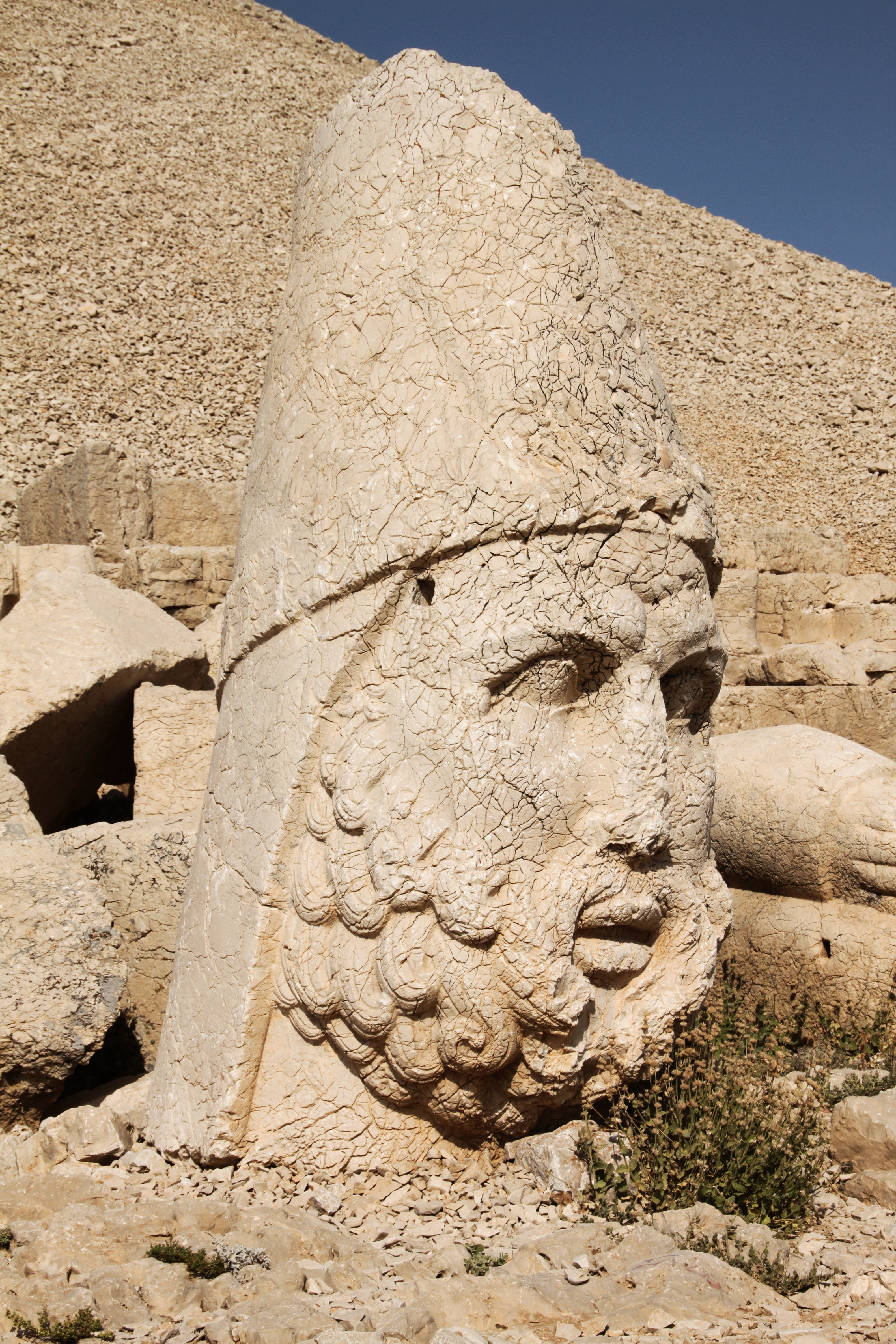
Sân thượng phía tây: Zeus Oromasdes
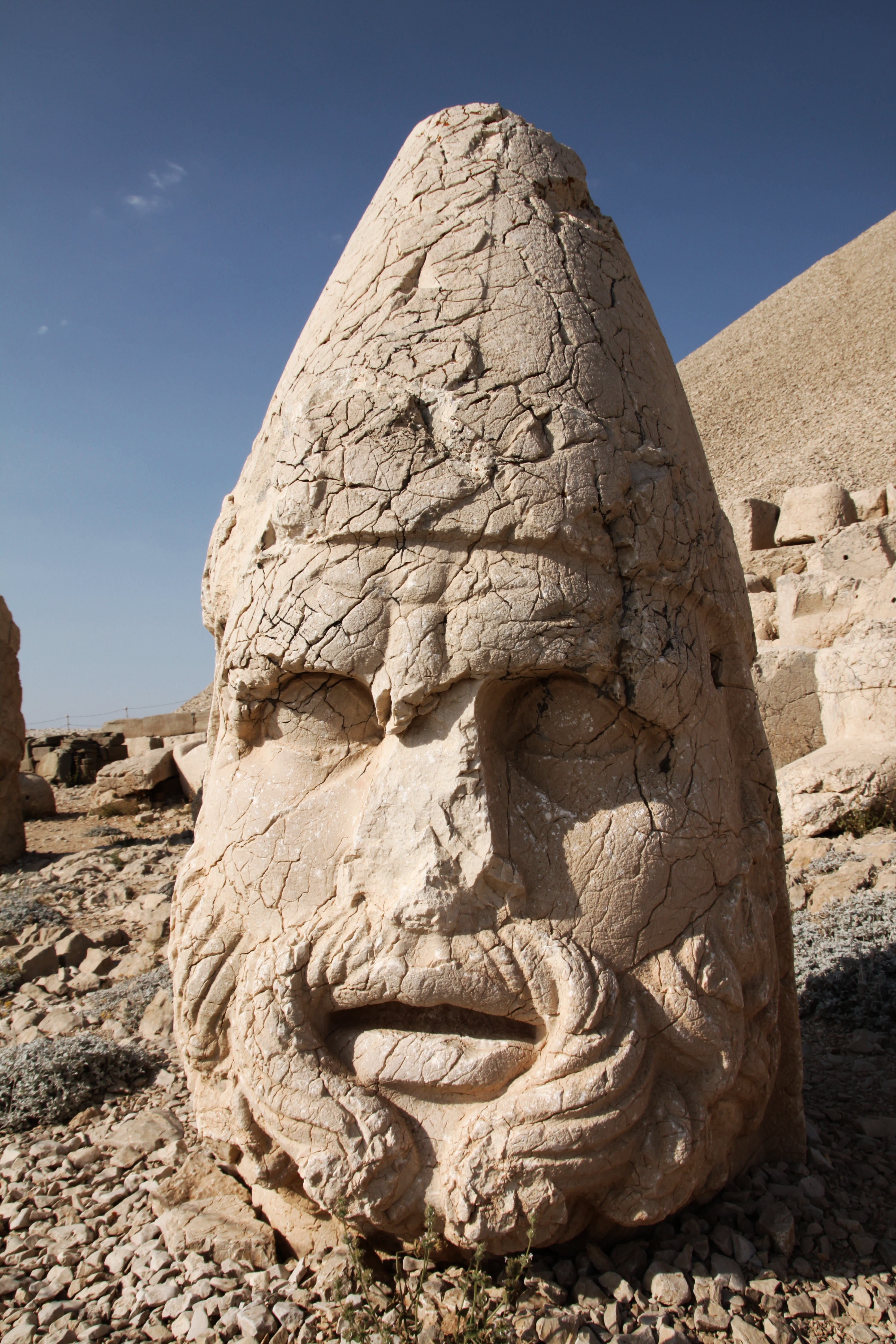
Sân thượng phía tây: Heracles Artagnes Ares
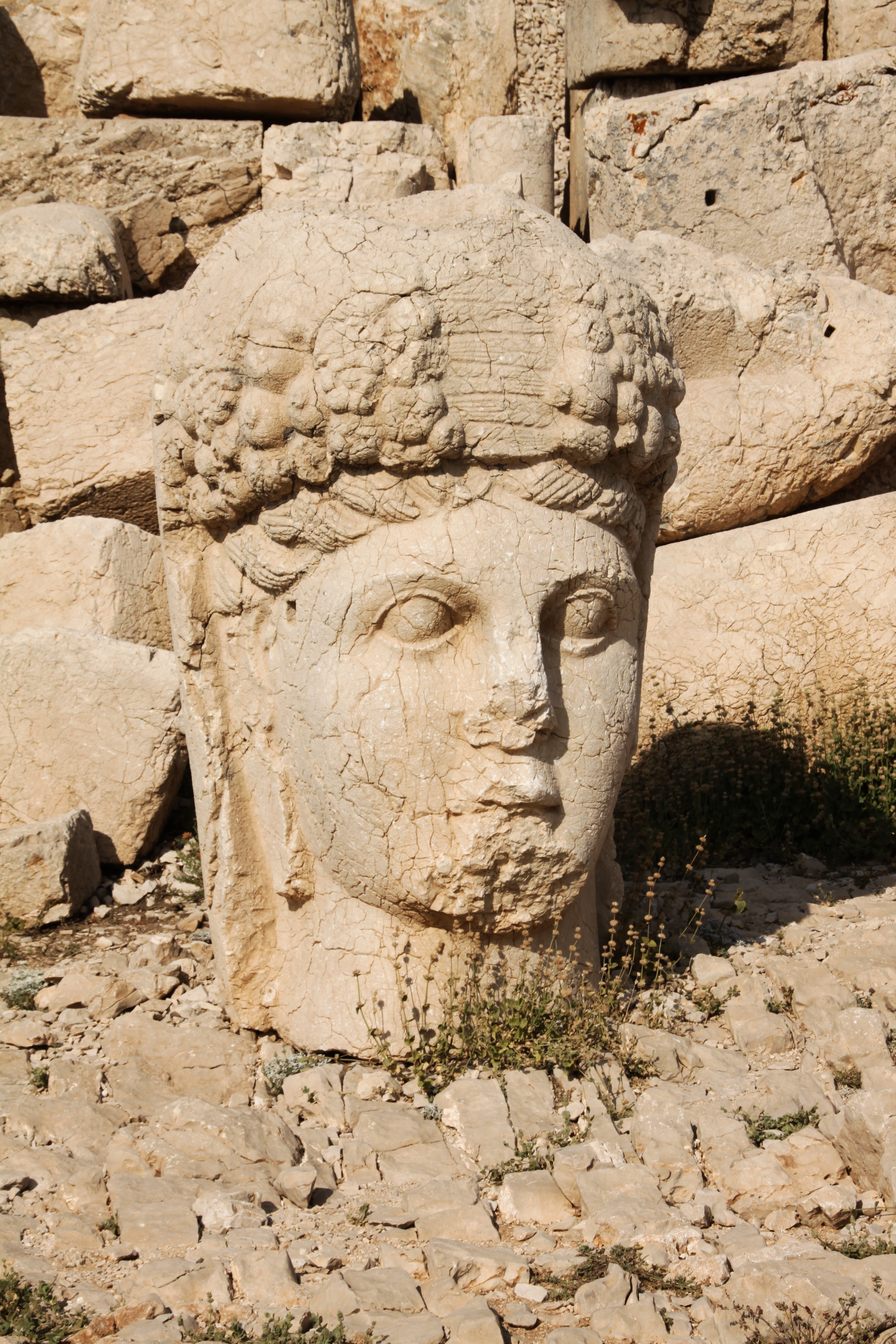
Sân thượng phía tây: Đầu của Nữ thần Kommagene (Tyche)
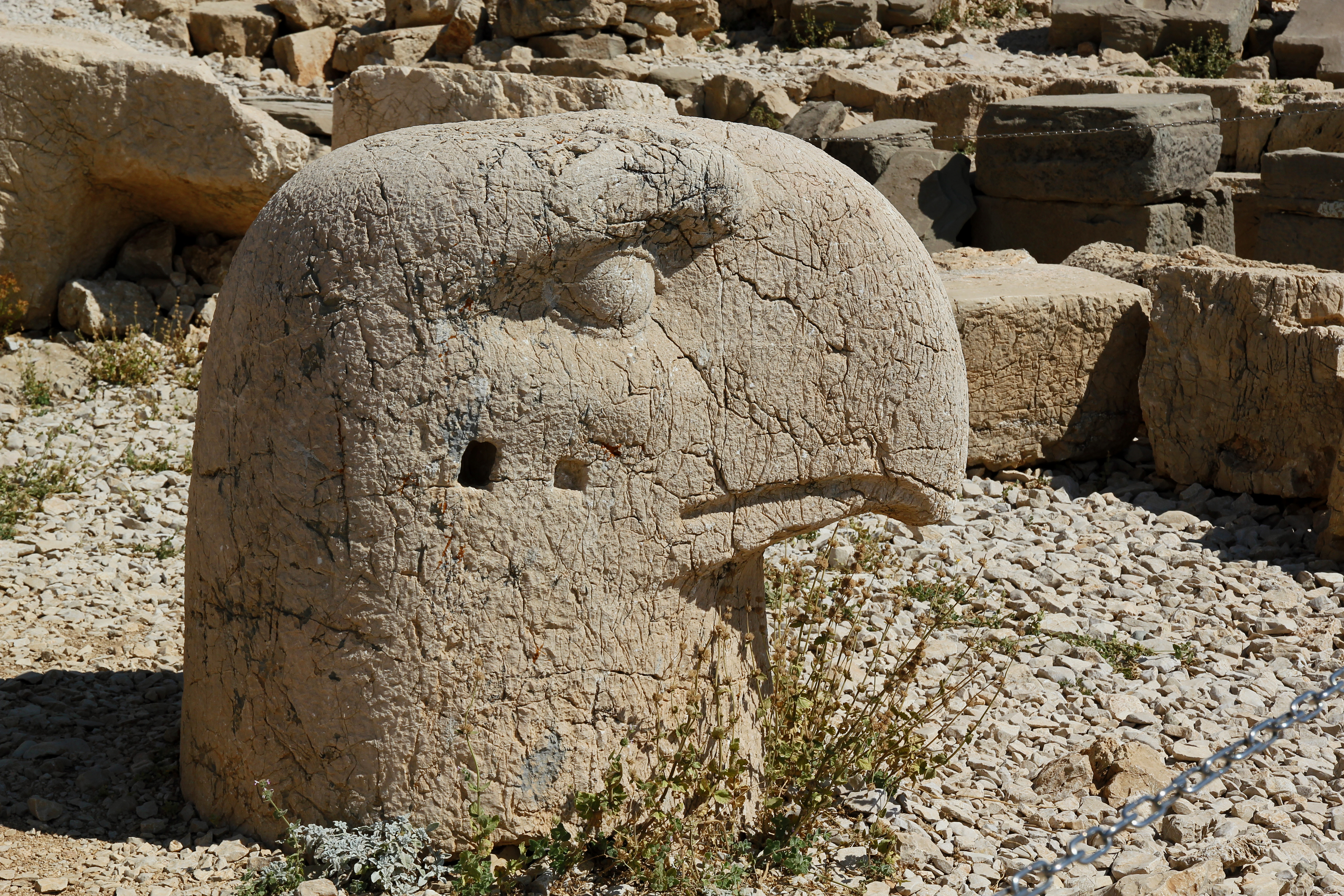
Sân thượng phía tây: Đầu của Đại bàng Ba Tư
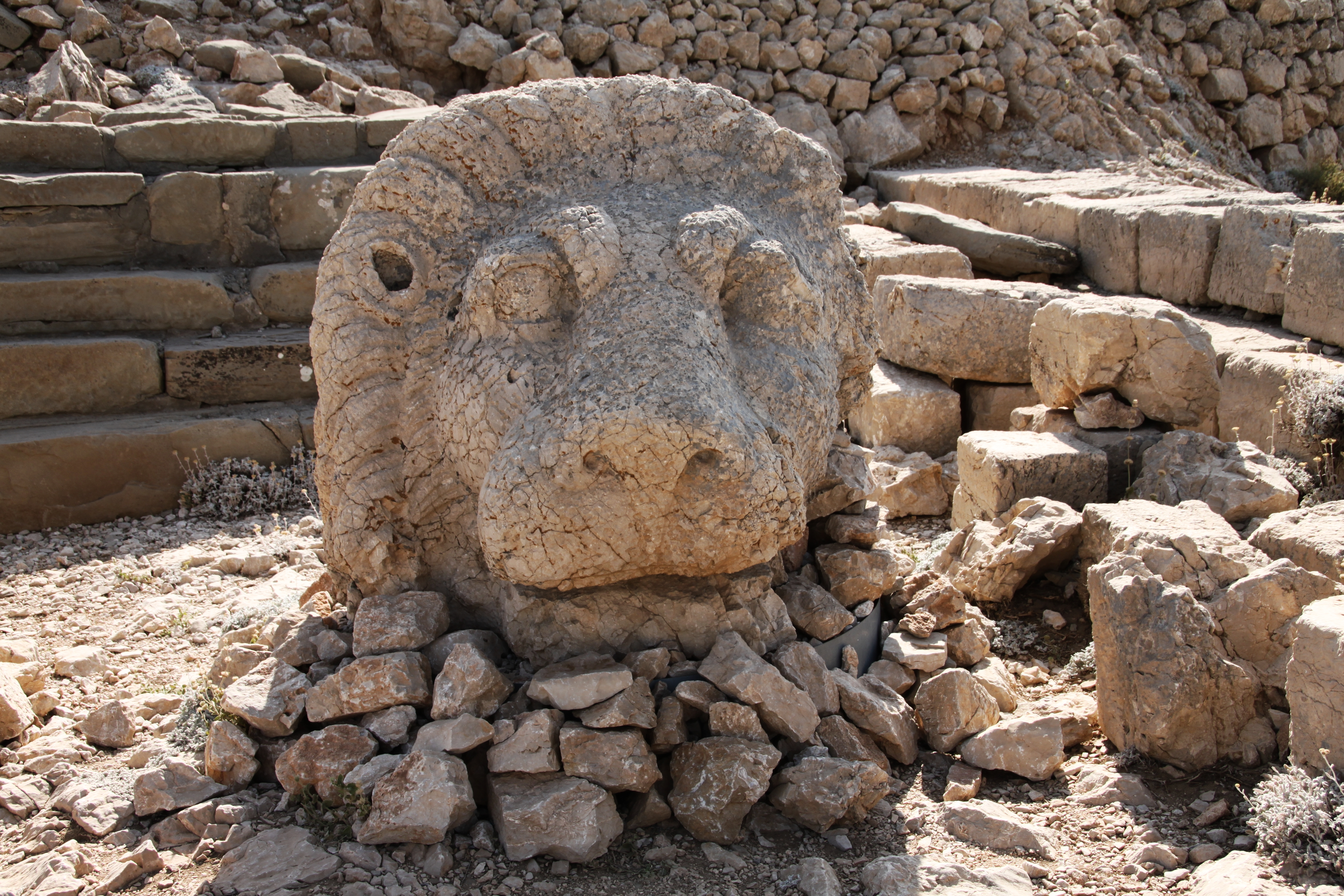
Sân thượng phía đông: Đầu sư tử
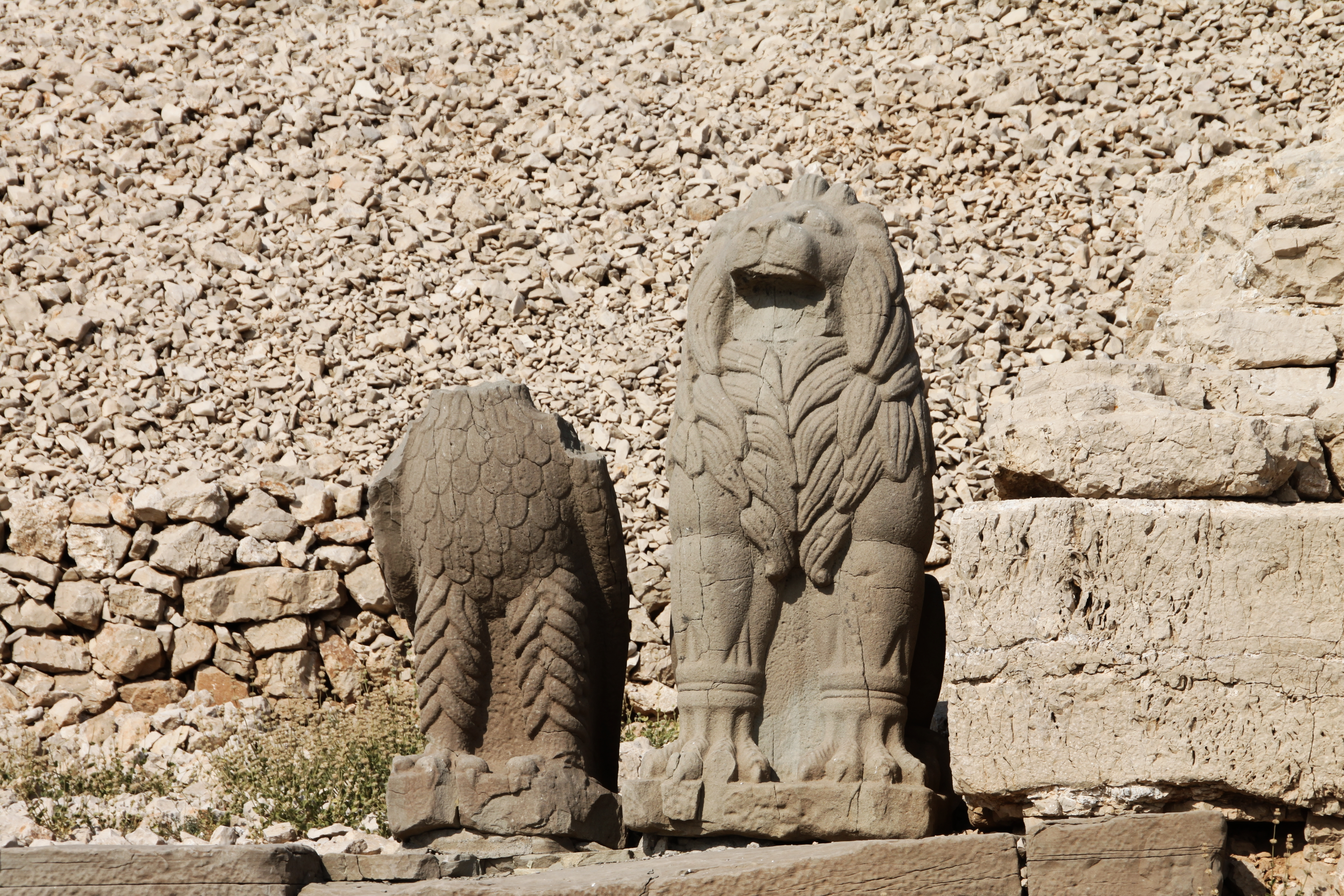
Sân thượng phía tây: Đại bàng và sư tử từ cát kết
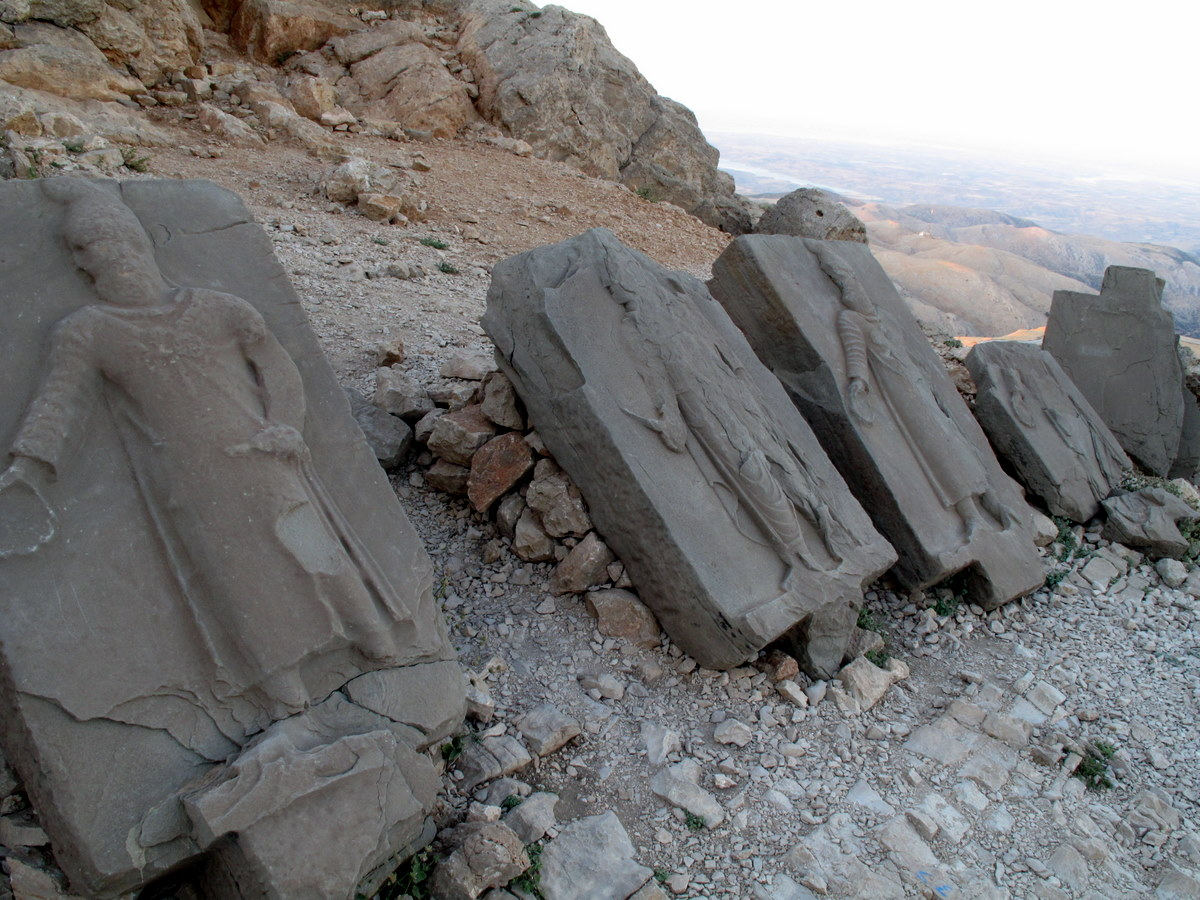
Sân thượng phía tây: Bia cát kết Ba Tư